# مدرسة مازونة الفقهية
مدرسة مازونة الفقهية من أشهر المدارس الفقهية في بلاد المغرب الأوسط ويعود إنشائها أواخر عهد الدولة الزيانية ويعود تجديدها وتحديثها في عهد بايلك الغرب عندما كانت مازونة عاصمة البايلك.
أشرفت المدرسة على تعليم القرآن والفقه ومختصر خليل.

## تاريخ

### النشأة
يعود تاريخ نشأة المدرسة إلى مطلع القرن السادس عشر ميلادي والعاشروالحادي عشر هجري، على يد الشيخ محمد بن الشارف الأندلسي. حيث كان لهجرة الأندلسيين إلى بلاد المغرب ومنها الجزائر وقعها الخاص على المنطقة وفي شتى المجالات منها السياسية والاقتصادية والثقافية. إذ احتكروا ميدان التعليم ولا سيما في الحواضر. ونقلوا مناهجهم التعليمية إليها، ومن ذلك عدم الاقتصار في التعليم على حفظ القرآن بل أضافوا إليه التعليم والقواعد العامة لمختلف العلوم وتدارس بعضها. كما علّموا روايات القرآن وأنواع قراءاته. وكانت السلطة تعيّن للمدارس كبار العلماء الأندلسيين وغيرهم، وتجري عليهم المرتبات تشجيعا منها لدفع عجلة التعليم إلى الأمام. ومن بين حواضر الجزائر في العهد العثماني مدرسة مازونة. تذكر الروايات أن الشيخ محمد بن الشارف الأندلسي ،كان يملك قطعة أرض خارج المدينة مساحتها تقدر بعشرين هكتارا، اشتغل فيها طيلة تواجده في المنطقة، وبقيت تشكل مصدرعيشه، حتى رأى ضرورة وجود مركز للعلم والتعليم تتماشى ومتطلبات العصر، نظرا لوجود زوايا ومساجد لم تنل طرائق تعليمها رضى الشيخ الأندلسي، فاضطرإلى بيع القطعة بثمن قدره ثلاثين دورو كخطوة أولى، لتقع على رقعة متوسطة الحجم داخل المدينة مقسمة إلى ثلاثة أجزاء، مما يعني أنها كانت لثلاثة أشخاص مختلفين . فقرر شراءها، وسأل عن أصحابها، فوجدهن نساء فاشتراها منهن مقابل ثلاثة دورو لكل جزء، وبمجموع تسعة دورو، ثم قام بتسوية القطعة وتهيئتها، لبناء مدرسة متهمتها تلقين العلم والفقه، لكن بعد معرفة النسوة الثلاث بنوايا الشيخ سعين لإهدائها إياه، فرفض ذلك وحرص على دفع ثمن القطعة لأصحابها، ومن حينهاانطلقت الأشغال في بناء مدرسة ومسجد، وساهمت في ذلك الدفعة الأولى من الطلبة التي كان يقدر عددها بنحو عشرين طالبا، تكفلوا بنقل الديس والخشب من الغابات المجاورة على ظهر الحمير والبغال .
ويبدو أن تأسيس المدرسة في بدايتها كان بشكل بسيط وبأدوات تقليدية، تمثلت كما سبق الذكر في الطين والديس، والخشب والحجارة، لكن يبدو أن السلطة العثمانية تكفلت بأمرها فيما بعد، وعملت على إعادة بنائها وتوسيعها وفق المكانة السياسية التي أصبحت تحتلها مازونة منذ سنة 1565 م وإلى غاية مطلع القرن الثامن عشر.

## شيوخ المدرسة
- محمد بن الشارف الأندلسي

## أبرز المتخرجين من المدرسة
- الأمير عبد القادر .